# Sófocles
Sófocles (en griego antiguo, Σοφοκλῆς, Sophoklés; pronunciación griega clásica: [sopʰoklɛ̂ːs]; Colono, 496 a. C.-Atenas, 406 a. C.) fue un poeta trágico griego. Autor de obras como Antígona y Edipo rey, se sitúa, junto con Esquilo y Eurípides, entre las figuras más destacadas de la tragedia griega. De toda su producción literaria, solo se conservan siete tragedias completas, que son de importancia capital para el género.

## Biografía

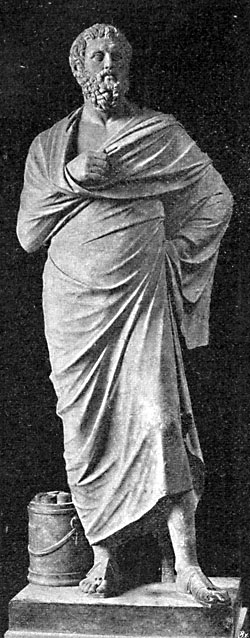
Estatua de Sófocles, copia de un original del, Museos Vaticanos.

Las principales fuentes de las que proceden sus datos biográficos son la Vida de Sófocles, escrita por un anónimo en el siglo I, y fragmentos dispersos que se pueden encontrar en las obras de Plutarco, Ateneo, Aristóteles y otros autores. La Suda también le dedicó un breve artículo. Otros autores de la Antigüedad, entre los que se puede destacar a Duris de Samos, escribieron también sobre él, pero esas obras no se han conservado.
Sófocles nació en Colono, aldea cercana a la ciudad de Atenas, en una familia de posición acomodada, en el 497 o el 496 a. C., según datos de la Crónica de Paros, o en el 495 a. C., según el anónimo autor de la Vida de Sófocles. Era hijo de Sófilo, antiguo poeta griego de la comedia media. Uno de sus maestros fue Lampro, que lo instruyó en la danza y le enseñó a tocar la lira. A los 16 años estaba al frente del coro que celebró con un peán la victoria de la batalla de Salamina, en la que también participó Esquilo como combatiente y que se libró en el año 480 a. C., el mismo en que nació Eurípides.
Se atribuía a Sófocles belleza física pero voz débil. Le gustaban los ejercicios gimnásticos, la música y la danza. Poco después del año 460 a. C., se casó con Nicóstrata, con quien tuvo un hijo, Iofonte, que se dedicó también a la tragedia. Ya con cincuenta años, Sófocles se enamoró de una meretriz, Teóride de Sición. Con ella tuvo a Aristón, que a su vez fue padre de Sófocles el Joven, por quien Sófocles sentía gran estima y que llegó a ser también escritor de tragedias. La Suda da los nombres de otros tres hijos de Sófocles de los que no hay más datos.
Sófocles participó activamente en la vida política de Atenas. En el 443 o el 442 a. C. fue el heletómano, cargo que desempeñaba la persona dedicada a administrar el tesoro de la Liga de Delos. Gracias, en parte, al éxito de su obra Antígona, representada en el año 442, fue elegido estratego, cargo que desempeñó por primera vez durante la Guerra de Samos bajo la autoridad de Pericles, pero la flota que dirigía fue derrotada por Meliso. Es posible que Sófocles también fuera estratego en el conflicto contra los habitantes de Anea del año 428 a. C., y en el 423 y el 422 a. C., en época de Nicias. Desde el 413 hasta el 411, perteneció al Consejo de los Diez Próbulos, formado en Atenas tras el fracaso de la Expedición a Sicilia. Según su biógrafo, anónimo, no se distinguió especialmente por sus dotes como político pero amó su ciudad y rechazó invitaciones de autoridades importantes de otras ciudades con tal de no abandonar Atenas. Como anécdota, se contaba que, habiendo desaparecido una corona de oro de la Acrópolis, Heracles se le apareció a Sófocles y le indicó dónde se hallaba. Después de que la joya fuera recuperada, Sófocles empleó la recompensa que recibió en construir un santuario dedicado a Heracles denunciador.
Según la Suda, Sófocles fue autor de 123 tragedias, pero el anónimo autor de la Vida de Sófocles dice que Aristófanes de Bizancio conoció 130 obras atribuidas a Sófocles pero consideró apócrifas 17 de ellas. Sófocles participó por primera vez en las Grandes Dionisias del 468 a. C., ocasión en la que venció a Esquilo. En total, compitió en 30 concursos de las fiestas Dionisias, y venció en 18 de ellos. Además, venció 6 veces en las Leneas.  De toda esa producción literaria, solo se conservan siete tragedias completas.
Fue también teórico: escribió un tratado, Sobre el coro, que se ha perdido. Se le atribuye el aumento de dos a tres del número de actores. Aumentó el número de coreutas de doce a quince, introdujo la escenografía y fundó el llamado "Tíaso de las musas", donde se rendía culto a las musas y se hablaba de arte.
Fue amigo de Heródoto, a quien dedicó una oda de la que solo se conserva un breve fragmento. Incluso reflejó en sus tragedias algunos pasajes de la obra del historiador. Otro de sus amigos fue Ion de Quíos. En un fragmento que se conserva de este autor, se relata una anécdota de Sófocles en la que destaca su ingenio.
También desempeñó funciones religiosas: fue sacerdote de un dios local de la salud llamado Halón y en el año 420 a. C. participó en el acto en el que los atenienses adoptaron el culto a Asclepio.
En su vejez se le atribuía cierta tacañería en los temas monetarios e incluso fue llevado al tribunal de justicia por su hijo Iofonte, que pretendía que se le declarase falto de razón y por tanto incapaz para administrar su hacienda, pero salió absuelto cuando recitó parte de su drama Edipo en Colono.
Se cuenta que, tras la muerte de Eurípides, que ocurrió escasos meses antes de la suya propia, Sófocles, en homenaje, presentó en el teatro al coro enlutado y sin corona. Murió en el año 406 o en el 405.
Poco después de su muerte, Frínico, en su obra Las musas, le dedicó un elogio:

Μάκαρ Σοφοκλέης, ὃς πολὺν χρόνον βιούς
ἀπέθανεν, εὐδαίμων ἀνὴρ καὶ δεξίος;
πολλὰς ποιήσας καὶ καλὰς τραγῳδίας·
καλῶς δ' ἐτελεύτησ' οὐδὲν ὑπομείνας κακόν.
Bienaventurado Sófocles, que después de una larga vida
murió como un hombre feliz e ingenioso.
Hizo muchas hermosas tragedias.
Tuvo un fin agradable sin dolor alguno.

Tras su muerte, fue venerado como si fuera un héroe, con el nombre de Dexio (Derecha en griego). En los Museos Vaticanos se conserva una copia de una estatua del siglo IV que lo representa.

## Análisis literario

### El teatro de Sófocles como forma literaria
Desde el punto de vista formal, se puede decir que una tragedia sofóclea regular presenta la siguiente estructura: un "prólogo", que nos proporciona, por medio de una tirada relativamente corta de versos recitados (frecuentemente en trímetros yámbicos), los precedentes del argumento de la obra; el "párodo" o momento en que el coro hace su entrada, bailando y cantando, a la que siguen los diversos "episodios" recitados a cargo de los actores. En el transcurso de los sucesivos episodios los actores hacen progresar la acción dramática. Intercalados entre un episodio y otro se suceden diversas intervenciones del coro, los "estásimos", en los que el conjunto del coro ocupa su correspondiente lugar en la orchestra bailando sobre el propio terreno y cantando un tipo de composición lírica de métrica abigarrada. Los intervalos entre episodios y estásimos permiten solucionar de pasada el problema técnico del cambio de vestuario de los diversos actores. Estas partes corales o líricas llamadas estásimos suelen presentar la forma de responsión estrófica, es decir, normalmente se comienza con una estrofa, a la que sigue su antístrofa o segundo canto (cuyo esquema métrico, número de versos, etc., se corresponde estrictamente con la estrofa) y ambas unidades suelen cerrarse con un estribillo llamado "epodo". Expuesto así el planteamiento de la obra, esta se cierra con la despedida del coro, que abandona también majestuosamente la escena cantando el llamado "éxodo".
Esta arquitectura artística se ve lógicamente enriquecida con la existencia de otras subunidades menores que contribuyen a hacer del conjunto una obra de literario refinamiento. Por medio de ellas, el poeta contrapone ideas, argumentos, caracteres o situaciones de la manera más artística. Estos son los conceptos de "agón" o enfrentamiento entre personajes que defienden ya un punto de vista ya su contrario, a diálogos entrecortados y muy vivos como las esticomitías, en que a cada personaje corresponde el empleo de un verso alternativo, que a veces se resuelven en interrupciones verbales (antilabái), la "resis" o tirada de versos recitados a cargo de un personaje, "amebeos" (diálogo lírico entre un actor y algún miembro del coro), etc.

### Elementos conceptuales

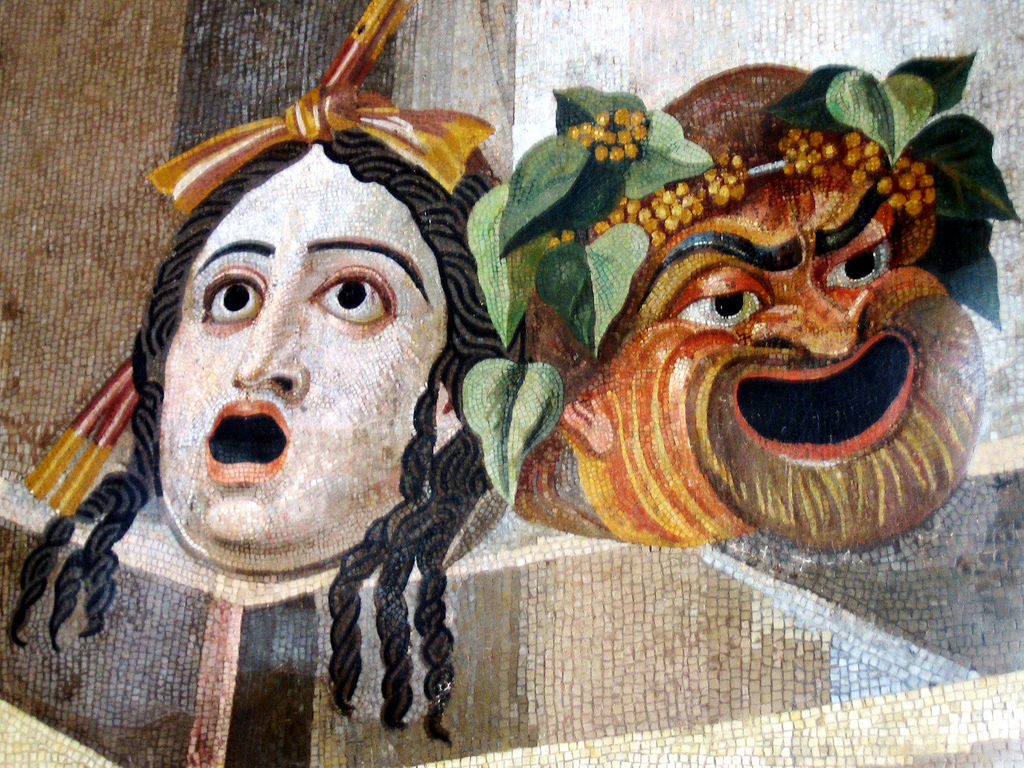
Máscaras de teatro de tragedia y comedia. Mosaico, arte romano,.

Temáticamente, el teatro de Sófocles recurre a los ciclos heroicos, como reflejo de la tradicional vinculación entre el teatro y sus orígenes religiosos. De hecho, del total de 33 tragedias conservadas pertenecientes al siglo V a. C., nada menos que 24 se centran en cuatro grandes ciclos de personajes mitológicos (el de Troya, el de Tebas, el de Micenas y el del argivo Heracles). Parece que en estos ciclos míticos se concentran de manera simbólica, mediante traslaciones metafóricas más o menos conscientes, los principales arquetipos del comportamiento humano. Es probable que en época de Sófocles los núcleos míticos tradicionales ya hubieran alcanzado un grado notable de complejidad: por ejemplo, en la historia de Edipo pueden estar superpuestos o entrelazados diversos elementos míticos: el niño que es expuesto en el monte (trasunto metafórico de la criatura de origen divino); el éxito y la ruina de Edipo (traslación del ciclo del crecimiento y muerte de la naturaleza); o el conflicto entre Edipo y Layo, que no sería el tema del «conflicto de generaciones». En cualquier caso se puede llegar a pensar que los antiguos dramaturgos, sobre todo en el caso de Sófocles, se percataron de que los mitos poseían una fuerza especial que los hacía singularmente aptos para darles un tratamiento poético y dramático.
De otro lado, el mito posee una rica versatilidad que facilita múltiples maneras de aproximación. De hecho, el propio Sófocles le da un tratamiento personal y a veces libre. Ejemplos de ello son la comparación entre el Filoctetes de su obra homónima y el Filoctetes de la Pequeña Ilíada, Crisótemis en Electra, Ismene en Antígona o el propio Neoptólemo en Filoctetes.
Otro aspecto importante es el papel de los oráculos y la presencia de los dioses en sus dramas. Así, en Áyax, aunque propiamente no existe un oráculo, el divino Calcante vaticina que el héroe es juguete de la ira y de la burla divina.

Dado que ya solo por este día le persiguiría la cólera de la divina Atenea, según decía en sus palabras el adivino
Áyax, 755-760.

En Las traquinias, el oráculo predice la desgracia de Heracles:

¿Sabes, entonces, hijo, que me dejó unos vaticinios dignos de crédito con respecto a esa ciudad

Y más adelante lo reitera la misma Deyanira:

Tales cosas decía, que estaba decretado por los dioses que pondrían fin a los trabajos de Heracles, según contaba que la vieja encina que hay en Dodona había anunciado un día por boca de sus palomas
Las traquinias, 169-172.

En Antígona, los avisos de Tiresias a Creonte reflejan la desaprobación divina de su conducta. Afirma Tiresias:

Lo sabrás cuando oigas los signos de mi arte

En todo caso, en esta pieza hay dos oráculos: el que se da en el prólogo y el que conoce Edipo siendo joven según el que será asesino de su padre y marido de su madre, de acuerdo con el relato de Yocasta:

Llegó un día un oráculo a Layo - no diré que proveniente del mismo Febo, sino de sus servidores -, consistente en que a él le alcanzaría el destino de morir a manos de un hijo que habría de nacer de mí y de él
Antígona, 711 y ss.

En Electra, los oráculos no sirven más que para reafirmar el fuerte carácter y la decidida voluntad de la protagonista. Por su parte, en Filoctetes no hay propiamente oráculos, sino más bien una profecía varias veces retomada, según la cual la ciudad de Troya no caería en poder de los griegos sin el concurso de Filoctetes ni su arco. Finalmente, en Edipo en Colono el oráculo que se anuncia es luego retomado varias veces:

Fue Febo quien al vaticinarme todas aquellas desgracias me anunció que llegaría este reposo al cabo de mucho tiempo, ... y me vaticinó también que en ese lugar alcanzaría el infausto final de mi vida...

En general, se puede observar que el papel de los oráculos representa en Sófocles, más que una fuerza que se sobreponga a la figura del héroe, un poder que requiere y necesita el propio carácter y personalidad del protagonista, es decir, que 

el oráculo no induce al personaje a actuar, sino que es la propia compulsión del héroe a la acción la que da pleno sentido a la ejecución del oráculo emanado de la divinidad.

A los oráculos, se puede decir que es muy probable que, como tantas personas religiosas de su época, Sófocles les diera credibilidad, aunque lo verdaderamente importante es que la presencia de ellos en sus obras obedece a razones literarias y dramáticas. No falta la crítica a los oráculos en las obras de Sófocles. Así, en Edipo rey tres veces habla Edipo contra la validez de los oráculos.

### Caracteres dramáticos
Es un tópico entre los estudiosos de la obra de Sófocles afirmar que en buena medida su teatro es un teatro de caracteres. De hecho, el título de todas las tragedias conservadas (salvo Las traquinias) se corresponde con los nombre de los protagonistas correspondientes. Cada una de estas figuras emerge como un auténtico coloso y arquetipo humano.
En Edipo rey, la figura de Edipo resulta verdaderamente singular. Encarna el problema de la autoidentificación, que se plantea mediante la dicotomía del ser y el parecer. Edipo desea conocer la verdad, cueste lo que cueste, y en su búsqueda de la verdad se topará con tres personajes de su entorno palaciego: Yocasta, su madre y esposa; Creonte, su cuñado; y el adivino Tiresias. Ante Yocasta, Edipo se declara, con, quizá, la mejor definición que a lo largo del tiempo ha conocido nuestro personaje, «Hijo de la Fortuna». Ante el adivino, Edipo se nos muestra confiado y autosuficiente, ya que por su propia inteligencia ha sido capaz de adivinar el enigma de la esfinge, y a continuación promete ante sus súbditos, sin otro concurso que su misma inteligencia, librar a su ciudad de la criatura que la asuela. Las relaciones de Edipo y el ciego adivino Tiresias son al principio de respeto, aunque poco a poco se van cargando de desconfianza y de mutuo recelo, para concluir en una abierta acusación: a ojos de Edipo, el adivino ciego Tiresias ha sido cómplice del crimen:

Entérate de que a mi juicio participaste realmente en el planteamiento de la empresa, y la cometiste, solo que no lo mataste con tus manos. Y si pudieras ver, yo diría incluso que la dicha empresa fue solo obra tuya.
Edipo rey, 348-349.

Sófocles fuerza el enfrentamiento entre los dos personajes cada vez más, hasta el punto de que Tiresias llega a decir a Edipo:

Y te digo, puesto que ahora me has ultrajado de ser ciego, que tú tienes y no ves en qué punde desgracia estás, ni dónde habitas, ni con quién convives
Edipo rey, 412-414.</ref>

Con todo, el pasaje que mejor representa la fuerza dramática del enfrentamiento entre ambos caracteres se encuentra en los versos 449 y ss.:

Y te digo: ese hombre que andas buscando hace tiempo con amenazas y al que consideras asesino de Layo, ese tal está aquí, formalmente como extranjero, pero luego se verá que es de estirpe tebana, y no se alegrará de lo que le suceda porque quedará ciego siendo antes vidente y pobre en lugar de rico y caminará sobre tierra extranjera tanteando el camino con su bastón. Y parecerá siendo al mismo tiempo de sus propios hijos hermano y padre. Y de la mujer de la que nació al mismo tiempo hijo y marido, y de su padre, al mismo tiempo sembrador de la misma mujer y su asesino. Y ahora ve y reflexiona sobre todo esto. Y si me pillas en mentira, dí entonces que nada sé del arte adivinatoria

También la joven Electra es otro de los caracteres de Sófocles muy bien perfilados. Su vida carece de sentido desde que su padre cayera muerto por su madre, y sobre todo porque día a día va comprobando que su única esperanza (el regreso de Orestes) se desvanece poco a poco. Así lo dice ella misma:

Pero a mí ya se me ha esfumado, sin esperanzas, la mayor parte de mi vida y no aguanto más; sin hijos me consumo y sin ningún hombre que con su cariño me proteja, sino que como si fuera una refugiada indigna administro la casa de mi padre. Y así, con un vestido impropio, vago entre unas mesas para mí vacías
Electra, 138 y ss.

Pero el rasgo que mejor define el verdadero carácter de nuestra protagonista es su sed de venganza, similar al sentimiento del honor que posee Ayante o a la lealtad a su familia de Antígona. La misma Electra lo manifiesta:

Vio mi padre su muerte vergonzante por las mismas dos manos que se han adueñado a traición de mi vida, las mismas que me han arruinado. ¡Ojalá que a esos el gran dios Olímpico en pago penas padecer procure, y que no consigan disfrutar del triunfo tras haber cometido tal crimen!
Electra, 205-212.

Una de las escenas más famosas es la de la anagnórisis o escena de reconocimiento en que, al fin, ambos hermanos se reconocen tras el doloroso momento irónico en que el pedagogo narra la falsa muerte de Orestes en una carrera de carros:

Tras incinerarlo en una pira, unos ciudadanos de Focea designados para este fin traen en una reducida urna de bronce el supremo cuerpo hecho triste ceniza, con la idea de que obtenga una tumba en la tierra de sus antepasados
Electra, 757-763.

A su vez, Áyax es el mejor de los héroes que acudieron a Troya, después de Aquiles, por supuesto, aunque pierde la razón ofuscado por Atenea. Sófocles nos da su perfil en los siguientes versos:

¿Ves al intrépido, al de valiente corazón, al que en destructores combates no tembló jamás? ¿A mí, terrible por mis manos, entre animales que no producen temor? ¡Ay de mí, motivo de irrisión! ¡cómo he sido ultrajado! Y ahora, ¿qué debo hacer? Yo que soy claramente aborrecible a los dioses, al que el ejército de los helenos odia, y Troya entera, así como estas llanuras, detestan... El noble debe vivir con honor o con honor morir. Ya has oído todo lo que tengo que decir
Áyax, 364-368.

Por su parte, el Heracles de Las traquinias es un personaje que aparece contrapuesto al de su mujer. Mientras Deyanira se muestra como permanente enamorada y admiradora de su marido, Heracles parece no querer más que a sí mismo y sus hazañas. De otro lado, Deyanira es una persona tímida y temerosa,

sin cesar, miedo tras miedo alimento en constante preocupación por él,
Las traquinias, 28-29.

dependiente siempre de Heracles, a quien considera el mejor de los maridos posibles. Hace tiempo el centauro Neso le dio su propia sangre como infalible elixir para el día en que el amor de su marido flaqueara. Entendiendo Deyanira que ha llegado el momento de recuperar el afecto de Heracles, le envía a modo de regalo una túnica empapada con la sangre del centauro. Con su mejor voluntad, Deyanira provoca la muerte involuntaria de su querido esposo. La personalidad de Heracles, por el contrario, es bien distinta. Su vida ha sido una continua aventura de esfuerzos y viajes; de otra parte, se trata de un héroe, ya que su ascendencia es divina en tanto que hijo del propio Zeus, aunque otros rasgos de su carácter son menos positivos: es pendenciero, violento, borracho y glotón, rayando en lo grotesco.
Filoctetes es un personaje lastimero, ultrajado por los griegos y en especial por el astuto Odiseo:

Esto es lo que han hecho conmigo, hijo, los Atridas y el influyente Odiseo; ojalá que los dioses del Olimpo les premien con sufrir penas parejas a las mías
Filoctetes, 314-316.

Los diversos protagonistas del teatro de Sófocles son seres dolientes, que en ocasiones no tienen la culpa de lo que les sucede, sino que sufren por el solo hecho de ser humanos; el héroe se enfrenta a su destino, ya preestablecido, y se ve en la compulsión de tener que actuar. Pero en la obra de Sófocles, el dolor ennoblece, y sobre todo enseña. Solo se aprende sufriendo (πάθει μάθος, páthei máthos). Es más, este sufrimiento del protagonista lo ha de vivir en soledad, es un dolor no compartido, ante el que nada puede valer el consuelo del amigo ni la comprensión de la familia. Es, en suma, un dolor intransferible; el héroe cae en desgracia individual (monoúmenos), no colectiva (como es frecuente en Esquilo). Nuevo rasgo del teatro sofocleo. Se ha dicho que el dolor del héroe sofocleo es un dolor «sin salida». No se trata de un sufrimiento con expectativas ni esperanzas de liberación, como lo puede ser el sentimiento doloroso de un cristiano. El campo léxico que Sófocles utiliza para expresar este sentimiento es riquísimo y de múltiples matices. De este dolor sin escapatoria y sin transitividad se deriva ese otro sentimiento tan del héroe sofocleo como es su soledad. Ayante muere en soledad al hacérsele insoportable el menoscabo de su honra: en soledad acaba su existencia, en una soledad paradigmática; Edipo se quedará en la más absoluta soledad en el decisivo momento de reconocer su identidad; Electra sufre sola días y noches esperando a su hermano; a solas muere Heracles, y solo y abandonado en una isla desierta malvive su dolor el desdichado y robinsoniano Filoctetes. Finalmente, solo desaparece Edipo en Edipo en Colono.
Un ejemplo de esa soledad se encarna en Filoctetes en este fragmento:

Muchacho, hijo de Aquiles: yo soy aquel de quien quizás hayas oído decir que es el dueño de las armas de Heracles, Filoctetes el hijo de Peante, a quien los dos jefes del ejército griego y el rey de los cefalonios dejaron aquí abandonado y solo, de manera vergonzante, afectado de salvaje dolencia, mordido por la sangrienta herida de una víbora matadora de hombres. Hijo mío, aquí me dejaron solo con mi mal y se marcharon tras haber recalado en este lugar con la flota de las naves que partió de la marina Crisa. Tan pronto como vieron que después de un temporal me quedé dormido junto a la orilla en una cueva abovedada, bien contentos que se fueron y me abandonaron, dejándome tan solo unos tristes andrajos y también algo de alimento, como si fuera un mendigo. ¡Subsistencia mínima que ojalá sea la que ellos disfruten! ¿Ya te imaginas, hijo mío, cuál fue mi despertar del sueño una vez que aquellos ya se habían ido? ¡Cuántas lágrimas derramé, cuánto lamenté mi desgracia!
Filoctetes.

### La ironía trágica: el conflicto entre realidad y apariencia
El término «ironía» resulta difícil de definir, pero una posibilidad es decir de ella que es aquella situación del discurso en la que el sentido literal de las palabras del que habla poseen para él un significado distinto, y casi contrario, del sentido con que lo entiende su interlocutor o su auditorio. La ironía verbal está próxima a la paradoja fáctica.
En el teatro de Sófocles, se encuentra tanto la primera como la segunda, y de hecho a Sófocles se le considera el auténtico maestro de la ironía trágica, por la que el hombre que parece haber alcanzado el culmen de su fama se precipita de inmediato en las más míseras desgracias físicas o morales. Así, se puede considerar como el colmo de lo irónico/paradójico que Edipo, que desde su honradez intelectual parece vivir solo para descubrir la verdad, sea el último que se entera precisamente de la gran verdad que ya todo el mundo conoce: que es él el asesino de su padre, el amante de su madre, y que es a la vez padre y hermano de sus hermanos, e hijo y esposo de su madre. Lo sabía el adivino Tiresias, lo sabía el coro, lo sabía su madre. Por saberlo, lo sabían hasta los espectadores; todos menos él, que en otras ocasiones ha sido el mejor sabueso que haya podido salir a la caza de la verdad.
Otro pasaje estupendo de pasaje irónico es la escena en la que intervienen Edipo, el mensajero llegado de Corinto y el antiguo pastor a propósito de cómo verbaliza cada uno de ellos la identidad de quién sea Edipo.
E igual de irónico resulta el caso de Electra, cuando Orestes finge que la urna que trae en sus manos contiene sus propias cenizas. ¿Cómo no ha de resultarle a Electra el colmo de la ironía que ella, que ha vivido toda su vida con la única esperanza de ver el día en que regrese Orestes ve ahora desconsolada que aparece un forastero que anuncia no la llegada del ansiado Orestes, sino las cenizas de su cadáver en una diminuta urna? Otro tanto sucede en Las traquinias cuando Deyanira está contribuyendo a destruir y aniquilar a quien ansía conservar:

Pues así tenía yo prometido que, si algún día le veía entrar en casa sano y salvo o lo sabía con toda certeza, le habría de adornar con este vestido y le mostraría a los dioses como nuevo sacerdote de sacrificios con nueva investidura.
Las traquinias, 610-614.

O cuando Filoctetes interpreta erróneamente las palabras que le dirige Neoptólemo en los versos 989 y siguientes. En su conjunto, Edipo en Colono es una pieza donde se hace menor uso de la ironía, como sucede también en Antígona.
La ironía de Sófocles, en conclusión, no es una simple ironía retórica, sino esencial, existencial.

### Obras trágicas

#### Serie de Edipo
- Edipo rey
- Edipo en Colono
- Antígona

#### Otras obras
- Áyax
- Las Traquinias
- Electra
- Filoctetes
- Anfiarao (fragmentaria)[17]
- Epígonos (fragmentaria)[18]
- Los rastreadores (fragmentaria)